# Nuria Llagostera Vives
Nuria Llagostera Vives (født 16. maj 1980 på Mallorca, Spanien) er en professionel tennisspiller fra Spanien.